# Fričkovce
Fričkovce – wieś (obec) na Słowacji, w kraju preszowskim w powiecie Bardejów. Pierwsze wzmianki o miejscowości pochodzą z roku 1320.
Według danych z dnia 31 grudnia 2010, wieś zamieszkiwało 691 osób, w tym 352 kobiety i 339 mężczyzn.
W 2001 roku rozkład populacji względem narodowości i przynależności etnicznej wyglądał następująco:
- Słowacy – 99,57%,
- Rusini – 0,14%,
- Ukraińcy – 0,14%.